# Велуће
За чланак о истоименом манастиру погледајте чланак Велуће.
Велуће је насеље у Србији у општини Трстеник у Расинском округу. Према попису из 2022. било је 353 становника (према попису из 1991. било је 489 становника). У месту се налази манастир Велуће који припада Епархији крушевачкој Српске православне цркве и налази се под заштитом Републике Србије, као споменик културе од великог значаја. Велуће је у средњем веку било административни, духовни и привредни центар. У руднику су се експлоатисале руде сребра и платине. Отуда и пређашњи назив манастира, као и назив сеоској речици Сребрница.

## Демографија
У насељу Велуће живи 337 пунолетних становника, а просечна старост становништва износи 44,6 година (42,6 код мушкараца и 46,3 код жена). У насељу има 119 домаћинстава, а просечан број чланова по домаћинству је 3,39.
Ово насеље је великим делом насељено Србима (према попису из 2002. године).
|  |

| Демографија | Демографија | Демографија |
| Година      | Становника  | Становника  |
| ----------- | ----------- | ----------- |
| 1948.       | 423         |             |
| 1953.       | 453         |             |
| 1961.       | 453         |             |
| 1971.       | 459         |             |
| 1981.       | 482         |             |
| 1991.       | 489         | 414         |
| 2002.       | 417         | 491         |

| Етнички састав према попису из 2002.‍ | Етнички састав према попису из 2002.‍ | Етнички састав према попису из 2002.‍ | Етнички састав према попису из 2002.‍ | Етнички састав према попису из 2002.‍ |
| ------------------------------------ | ------------------------------------ | ------------------------------------ | ------------------------------------ | ------------------------------------ |
|                                      |                                      |                                      |                                      |                                      |
| Срби                                 | Срби                                 |                                      | 415                                  | 99,52%                               |
| Македонци                            | Македонци                            |                                      | 1                                    | 0,23%                                |
| непознато                            | непознато                            |                                      | 0                                    | 0,0%                                 |

| Година пописа     | 1948. | 1953. | 1961. | 1971. | 1981. | 1991. | 2002. |
| ----------------- | ----- | ----- | ----- | ----- | ----- | ----- | ----- |
| Број домаћинстава | 85    | 84    | 99    | 109   | 116   | 111   | 119   |

| Број чланова      | 1  | 2  | 3  | 4  | 5  | 6  | 7 | 8 | 9 | 10 и више | Просек |
| ----------------- | -- | -- | -- | -- | -- | -- | - | - | - | --------- | ------ |
| Број домаћинстава | 18 | 30 | 20 | 17 | 14 | 14 | 5 | 0 | 1 | 0         | 3,39   |

| Пол    | Укупно | Неожењен/Неудата | Ожењен/Удата | Удовац/Удовица | Разведен/Разведена | Непознато |
| ------ | ------ | ---------------- | ------------ | -------------- | ------------------ | --------- |
| Мушки  | 163    | 36               | 110          | 14             | 3                  | 0         |
| Женски | 192    | 36               | 118          | 33             | 5                  | 0         |
| УКУПНО | 355    | 72               | 228          | 47             | 8                  | 0         |

| Пол    | Укупно                    | Пољопривреда, лов и шумарство | Рибарство                            | Вађење руде и камена | Прерађивачка индустрија       |
| ------ | ------------------------- | ----------------------------- | ------------------------------------ | -------------------- | ----------------------------- |
| Мушки  | 80                        | 44                            | 0                                    | 0                    | 19                            |
| Женски | 60                        | 31                            | 0                                    | 0                    | 11                            |
| УКУПНО | 140                       | 75                            | 0                                    | 0                    | 30                            |
| Пол    | Производња и снабдевање   | Грађевинарство                | Трговина                             | Хотели и ресторани   | Саобраћај, складиштење и везе |
| Мушки  | 0                         | 1                             | 10                                   | 2                    | 1                             |
| Женски | 0                         | 0                             | 3                                    | 1                    | 0                             |
| УКУПНО | 0                         | 1                             | 13                                   | 3                    | 1                             |
| Пол    | Финансијско посредовање   | Некретнине                    | Државна управа и одбрана             | Образовање           | Здравствени и социјални рад   |
| Мушки  | 1                         | 0                             | 2                                    | 0                    | 0                             |
| Женски | 0                         | 0                             | 1                                    | 2                    | 0                             |
| УКУПНО | 1                         | 0                             | 3                                    | 2                    | 0                             |
| Пол    | Остале услужне активности | Приватна домаћинства          | Екстериторијалне организације и тела | Непознато            | Непознато                     |
| Мушки  | 0                         | 0                             | 0                                    | 0                    | 0                             |
| Женски | 9                         | 0                             | 0                                    | 2                    | 2                             |
| УКУПНО | 9                         | 0                             | 0                                    | 2                    | 2                             |